# Conny Stuart
Pour les articles homonymes, voir Stuart.
Cornelia van Meijgaard, dite Conny Stuart est une actrice et chanteuse néerlandaise, née le 5 septembre 1913 à Wijhe et morte le 22 août 2010 à Amsterdam.